# Plerión

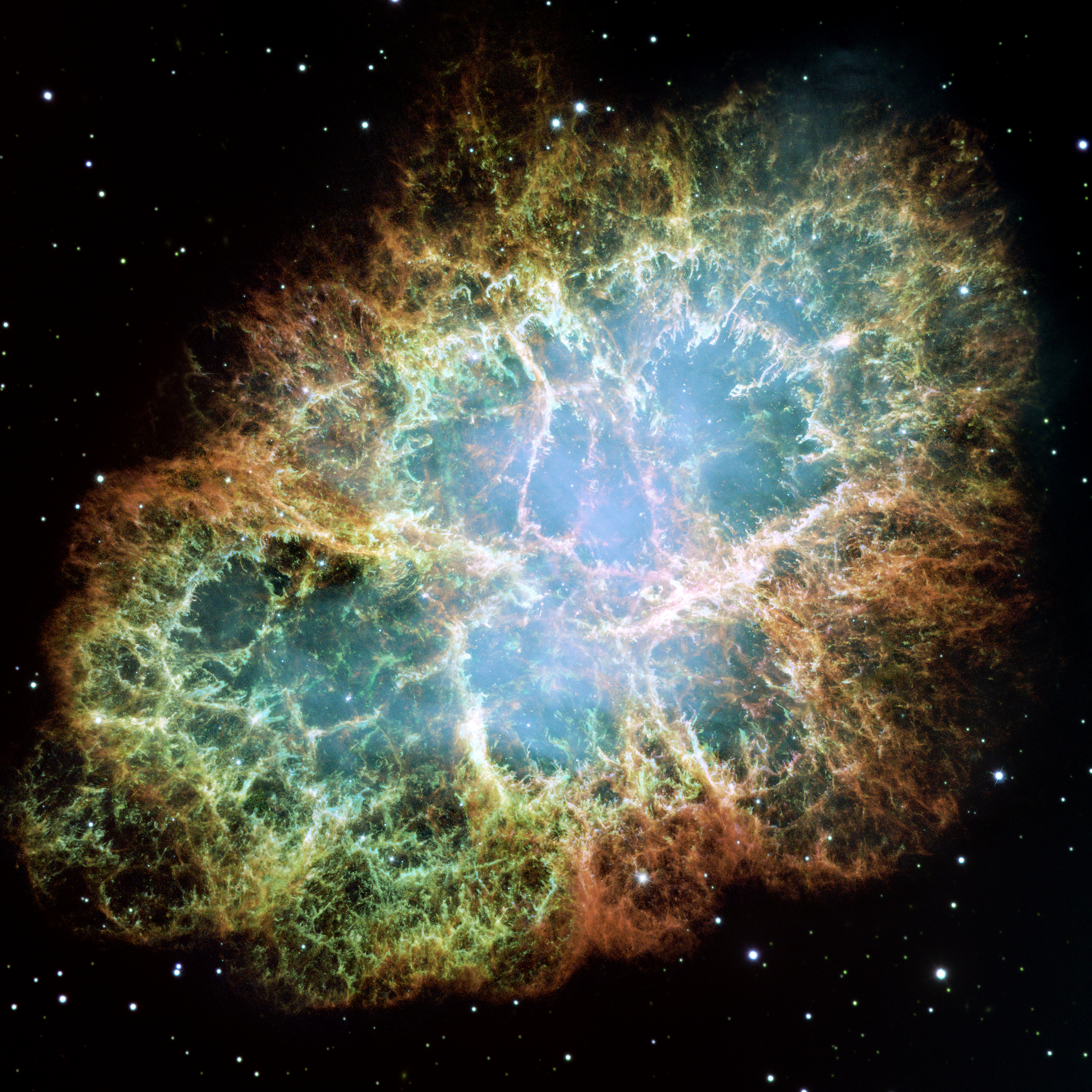
La Nebulosa del Cangrejo, un ejemplo de plerión.

Un plerión o nebulosa de viento de púlsar (Pulsar Wind Nebula en inglés) es un resto de supernova que es alimentado por la energía de rotación de un púlsar. El término plerión procede del griego antiguo pleres, que significa lleno, y fue acuñado por Weiler & Panagia (1978). En la fase inicial de su vida, un plerión se encuentra normalmente en el interior del cascarón en expansión formado por la materia expulsada al espacio durante la explosión. El prototipo de plerión es la Nebulosa del Cangrejo.
Se cree que la rotación del púlsar da lugar a un viento de partículas a velocidades relativistas (cercanas a las de la luz) al que hay unidos campos magnéticos. Las partículas del viento se alejan del púlsar radialmente, todas con la misma energía, hasta que llegan a una onda de choque donde sus direcciones se vuelven aleatorias y su distribución de energía adopta la forma de una ley de potencias. Solo a partir de esa onda de choque las partículas empiezan a emitir radiación, que se observa desde las ondas de radio a los rayos gamma, y allí es cuando se habla de un plerión. El plerión acaba en otra onda de choque, que lo separa del medio interestelar. Esta radiación se produce por sincrotrón de las partículas de alta energía del viento y por partículas que se aceleran en la propia onda de choque. En algunos pleriones se ha observado también un segundo componente de radiación de más alta energía (rayos gamma), que se produce con efecto Compton Inverso de estas mismas partículas en fotones ópticos.
El plerión acaba en otra onda de choque, que lo separa del medio interestelar.
Los pleriones muestran las siguientes propiedades:
- Un brillo que crece hacia el centro, sin una estructura de tipo cascarón.
- Un flujo muy polarizado y un índice espectral plano en radio de α=0-0.3. Este índice es mayor en rayos X debido a pérdidas por sincrotrón y suele tener un índice espectral de α=1.3-2.3.
- Un tamaño menor en rayos X que en radio o en óptico (debido a que los electrones que producen rayos X viven menos tiempo).
- Un índice espectral en rayos gamma de alta energía (TeV), de α=2.3.

Los pleriones son útiles para estudiar la interacción del púlsar con el medio que le rodea: sus propiedades ayudan a inferir la geometría, la energética y la composición del viento del púlsar.